# Francesco Giorgini
Francesco Giorgini (Giulianova, 5 marzo 1949) è un allenatore di calcio ed ex calciatore italiano, di ruolo difensore.

## Carriera

### Giocatore
Ha iniziato la carriera nelle giovanili del Giulianova, per poi esordire in prima squadra a 18 anni in Serie D; dopo un'ulteriore stagione, viene acquistato dall'Arezzo, con cui gioca per due stagioni in Serie B, collezionando 6 presenze totali nell'arco dei due campionati. Fa poi ritorno al Giulianova, dove gioca per altri 13 anni. In carriera ha giocato 366 partite con il Giulianova, squadra di cui detiene il record di presenze.

### Allenatore
Inizia la carriera da allenatore al Giulianova, allenandolo per tre stagioni consecutive in Serie C2; l'anno seguente guida il Lanciano, con cui ottiene il 12º posto in Serie C2, categoria in cui allena fino alla decima giornata della stagione 1991-1992, quando viene esonerato e sostituito sulla panchina del Gubbio da Uliano Vettori. Dopo un'ulteriore stagione in quarta serie, al Bisceglie, torna al Giulianova, con cui nella stagione 1993-1994 vince il campionato di Campionato Nazionale Dilettanti. Dopo un anno al Pontedera in Serie C1, nel quale è esonerato a stagione in corso, guida il Giulianova dal 1995 al 1997, ottenendo nel 1995-1996 la promozione in Serie C1, e centrando i play-off nella stagione 1996-1997. Nella stagione 1997-1998 siede per alcune partite sulla panchina dell'Ancona, in Serie B, venendo esonerato a stagione in corso, richiamato e retrocesso in Serie C; la stagione successiva, guida per un breve periodo il Pescara, in B, venendo esonerato dopo 2 sconfitte in 2 partite. Nella stagione 1999-2000 allena la Fidelis Andria in Serie C1, venendo esonerato. Dopo un'altra stagione al Giulianova in C1, chiusa con un altro esonero, scende di categoria passando prima al Gualdo in C2, poi al Brindisi (dove chiude il campionato di C2 al 2º posto in classifica e vince la Coppa Italia Serie C) ed infine al Frosinone (dopo un inizio anonimo, fu esonerato, sostituito da Daniele Arrigoni), senza mai venire confermato per una seconda stagione. Torna per la quinta volta sulla panchina del Giulianova nella stagione 2004-2005, chiudendo il campionato al 16º posto in classifica con salvezza ai play-out contro il Sora; confermato per la seconda stagione, chiude il campionato al 12º posto; nella stagione successiva, al Giulianova, si dimette. Ha allenato la Ternana in Prima Divisione Lega Pro nella stagione 2007-2008 e nelle prime nove partite della stagione successiva, in cui si dimette dopo 5 sconfitte consecutive e con la squadra in zona retrocessione, oltre che nelle ultime otto partite della stagione 2009-2010. Il 12 ottobre 2014, torna sulla panchina del Giulianova in Serie D, venendo esonerato nel dicembre del 2015, a causa dell'ultimo posto in classifica.

## Palmarès

### Giocatore

#### Competizioni nazionali
- Serie C2: 1

Giulianova: 1979-1980 (girone C)

### Allenatore

#### Competizioni nazionali
- Campionato Nazionale Dilettanti: 1

Giulianova: 1993-1994 (girone G)
- Coppa Italia Serie C: 1

Brindisi: 2002-2003